# 道森维尔 (佐治亚州)
道森維爾（英語：Dawsonville）是一個位於美國喬治亞州道生縣的城市。根據2010年美國人口普查，該地人口為2536人，而該地的面積約為21.26平方千米。同時該地也是道生縣的縣治。

## 地理
道森維爾的座標為34°25′00″N 84°07′00″W / 34.41667°N 84.11667°W，而該地的平均海拔高度為416米（即1365英尺）。